# Marta Flores
la chanteuse, speakerine et journaliste cubaine Martha Flores (1928-2020)
Pour les articles homonymes, voir Flores.
 (juin 2025).
Si vous disposez d'ouvrages ou d'articles de référence ou si vous connaissez des sites web de qualité traitant du thème abordé ici, merci de compléter l'article en donnant les références utiles à sa vérifiabilité et en les liant à la section « Notes et références ».
Marta Flores, née Marta Mateos de Paz à Barcelone le 18 janvier 1913, morte dans la même ville le 18 février 2005, est une actrice et speakerine espagnole. Dans les années 1930 et 1940, elle a des rôles de protagoniste, plus tard, elle accepte des rôles secondaires.

## Biographie
Dès treize ans, elle joue dans le théâtre amateur. À 17 ans, elle participe à un casting de film, tandis qu'elle se produit dans le cadre du théâtre professionnel dans les compagnies d'Enrique Guitart (es) et Antonia Herrero (es). Elle se lance aussi dans le doublage en 1936 auprès des studios de Metro-Goldwyn-Mayer, ce qu'elle va continuer des années durant.
Elle joue son premier rôle au cinéma dans Los héroes del barrio et son premier rôle de protagoniste dans Julieta y Romeo, où elle est déjà créditée d'après son nom de scène, Marta Flores. Dans les années 1940, elle participe à des films comme El 13.000, Melodías prohibidas, La hija del circo ou Don Juan de Serrallonga. Femme entreprenante, emme écrit aussi dans des revues comme « Cine » (1946-48). En 1949 elle se rend à Buenos Aires pour travailler pour Radio Belgrano et y reste sept ans. Lors de son retour en Espagne, elle revient au théâtre et participe aux films de ses amis, Antonio Isasi-Isasmendi (La mentira tiene cabellos rojos (es), L'Homme d'Istambul) ; Ignacio F. Iquino (El niño de las monjas) ; Francesc Rovira y Beleta (Crónica sentimental en rojo) ou Miguel Iglesias (Una rosa al viento). Elle travaille aussi pour la télévision (Estudio 1 (es) ou Noches del sábado, TVE). Elle prend sa retraite du théâtre en 1978 et crée une agence de représentation des acteurs en Catalogne. En 1984 elle reçoit la médaille d'or de la Germandat del Cinema et en 1996 celle de l'Academia de las artes y las ciencias cinematográficas de España, à l'occasion du centenaire du cinéma espagnol.

## Filmographie partielle
- 1937 : Los héroes del barrio d'Armando Vidal
- 1939 : Usted tiene ojos de mujer fatal (es) de José María Elorrieta
- 1940 : Julieta y Romeo de José María Castellví : Julieta
- 1941 : El 13.000
- 1942 : Goyescas (es) de Benito Perojo : Pepa, la gitane
- 1942 : Melodías prohibidas
- 1944: Piruetas juveniles (es)
- 1945 : La hija del circo
- 1948 : La casa de las sonrisas (es)
- 1948 : Alma baturra (es)
- 1949 : Vida en sombras (es)
- 1949 : Don Juan de Serrallonga (es)
- 1957 : ¿Milagro en la ciudad?
- 1958 : La Tirana (es)
- 1958 : El amor empieza en sábado (es)
- 1958 : Un vaso de whisky (es)
- 1959 : El niño de las monjas
- 1960 : El emigrante (es)
- 1960 : La mentira tiene cabellos rojos (es)
- 1961 : No dispares contra mí
- 1965 : L'Homme d'Istambul (Estambul 65) d'Antonio Isasi-Isasmendi : une dame au Casino
- 1965 : El hijo de Gabino Barrera (es)
- 1968 : Elisabet
- 1969 : Turistas y bribones (es)
- 1970 : Vingt Pas vers la mort (Veinte pasos para la muerte) de Manuel Esteba et Antonio Mollica : Mme Fox
- 1970 : Investigación criminal
- 1971 : Rain for a Dusty Summer
- 1972 : Les charognards meurent à l'aube (Una cuerda al amanecer) de Manuel Esteba : Lucy
- 1973 : Aborto criminal (es)
- 1974 : El último proceso en París
- 1975 : El asesino de muñecas
- 1976 : Les Longues Vacances de 36 (Las largas vacaciones del 36) de Jaime Camino : une femme
- 1976 : La Ville brûlée (La ciutat cremada) d'Antoni Ribas
- 1976 : La nueva Marilyn
- 1977 : Perros callejeros de José Antonio de la Loma : parente d'Isabel (également responsable du casting)
- 1977 : Las alegres chicas de 'El Molino' (es)
- 1977 : La viuda andaluza
- 1978 : Óscar, Kina y el láser (es)
- 1979 : Los bingueros (es)
- 1979 : Companys, procés a Catalunya de Josep Maria Forn : Mme Cua
- 1979 : L'Affaire Savolta (La verdad sobre el caso Savolta) d'Antonio Drove
- 1981 : Barcelona sur
- 1984 : Una rosa al viento
- 1984 : El último penalty
- 1985 : Yo, «el Vaquilla» (es)
- 1985 : El lío de papá
- 1986 : La joven y la tentación
- 1986 : Crónica sentimental en rojo
- 1988 : El aire de un crimen
- 1988 : Andalucía chica
- 2002 : Cásate conmigo, Maribel (es)